# Blåbärslandet
Blåbärslandet (finska: Mustikkamaa) är en ö i Helsingfors. Öns area är 38,9 hektar och dess största längd är 1,1 kilometer i öst-västlig riktning.
Blåbärslandet, som har varit i stadens besittning sedan 1500-talet, var i äldre tider utarrenderat åt invånarna som betesmark. På 1840-talet drevs där en pudrettfabrik, och under Krimkriget byggdes en krutkällare. Ön annekterades efter kriget av ryssarna för militära behov. I början av 1920-talet inrättades en folkpark med restaurang, som därefter disponerades av Helsingfors arbetarförening. Blåbärslandet utnyttjas också som friluftspark. 
Blåbärslandet har sedan 1964 broförbindelse med Brändö och förenas även genom en broar med Högholmen, stadens zoologiska trädgård, och Sumparn. Stora underjordiska oljecisterner, som tjänar som bränslereserv för kraftverket på Hanaholmen, installerades på ön i slutet av 1970-talet.